# Хаббард, Роб
Роб Хаббард (англ. Rob Hubbard; род. 1955, Кингстон-апон-Халл, Англия) — композитор компьютерной музыки, в начале 80-х начал писать музыку на компьютере Commodore 64. Позже работал для приставок 8-ми и 16-ти бит (например, для серии «Дорожное безумие»).
Всего на Commodore 64 он написал треков примерно к восьмидесяти играм плюс несколько подборок мелодий он выпустил в виде демо.

## Биография

### Ранняя жизнь
Начал заниматься музыкой в 7 лет. Во время учебы в школе он играл в музыкальных группах. После школы учился в музыкальном колледже.

### Начало карьеры
В конце семидесятых, перед началом работы композитором, он был профессиональным студийным музыкантом. Он самостоятельно изучил Бейсик и машинный код для Commodore 64.

### Музыка на Commodore 64
Впоследствии, с 1985 по 1989 года, Хаббард написал или переделал музыку для множества игр, таких как Monty on the Run, Crazy Comets, Master of Magic и Commando. Среди его самых популярных мелодий — Warhawk, Delta, Thrust, Lightforce, Spellbound, Sanxion, Auf Wiedersehen Monty и International Karate. Хаббард отмечал, что его любимыми мелодиями являются мелодии к Kentilla, W.A.R. и Sanxion. Наименее любимой была игра Samantha Fox Strip Poker, как он признавался позже, над ней работал исключительно ради денег; в титрах игры он значился под псевдонимом Джон Йорк. Роб Хаббард рассказывал, что на него сильно повлияли музыканты, играющие на синтезаторах, такие как Жан-Мишель Жарр или Ларри Фаст.
Хаббард писал музыку в основном для звукового чипа SID на Commodore 64. В тот период своей жизни он работал фрилансером и отклонял предложения компаний присоединится к их штату.

### Переход в Electronic Arts и переезд в Соединенные Штаты
Поработав с несколькими разными компаниями, он покинул Ньюкасл в 1988 году, и перед ним встал выбор: работать в Electronic Arts (EA) или Microsoft. Хаббард выбрал EA из-за их известности в игровой индустрии, поскольку у Microsoft к тому моменту ещё не было собственной игровой платформы. В Electronic Arts он продолжил работу в качестве композитора. Он был первым специалистом по звуку и музыке в EA и занимался всем — от низкоуровневого программирования до сочинения непосредственно музыки. Одной из значимых композиций, написанных им в период работы в EA, стал трек, звучащий во время загрузки игры Skate or Die для Commodore 64, который включал в себя несколько сэмплированных аккордов электрогитары и органа. В итоге он становится техническим директором по звуку в Electronic Arts — он решал, какие технологии использовать в играх, а также какие технологии развивать и изучать дальше.
После работы над Commodore 64 он написал несколько саундтреков к играм, вышедшим на Amiga, Atari ST, IBM PC и Sega Mega Drive.

### Современность
Роб Хаббард несколько раз выступал с датской C64-кавер-группой PRESS PLAY ON TAPE, которая исполнила многие из его ранних мелодий, переосмыслив их рок-аранжировкой. Хаббард также исполнял свою старую музыку на фортепиано вместе со скрипачом и чиптюн-композитором Марком Найтом.
В 2002 году Хаббард покинул Electronic Arts и вернулся в Англию. После этого он вновь начал играть в группе и со временем обратился к своей старой игровой музыке на концертах. Среди его сравнительно последних композиций — музыка для игр на мобильных телефонах.
В 2005 году музыка из International Karate была исполнена оркестром на третьем Symphonic Game Music Concerts. Мероприятие проходило в Лейпциге, Германия. Хаббард сделал аранжировку и оркестровку для этого концерта.
В 2014 году Хаббард снялся и написал музыку для документального фильма From Bedrooms to Billions, рассказывающего об истории британской индустрии видеоигр.
В ноябре 2016 года Хаббард получил почетную степень Абертейского университета за вклад в создание музыки для видеоигр в 1980-х годах.

## Основные работы
| Годы | Названия                                                            | Примечания                                                                     |
| ---- | ------------------------------------------------------------------- | ------------------------------------------------------------------------------ |
| 1985 | Commando                                                            |                                                                                |
| 1985 | Monty on the Run                                                    | Композиция была вдохновлена треком Devil’s Galop композитора Чарли Вильямса.   |
| 1985 | Thing on a Spring                                                   |                                                                                |
| 1985 | Confuzion                                                           |                                                                                |
| 1985 | Crazy Comets                                                        | Была вдохновлена музыкой электроник-рок-группы New Order и музыкой фанка.      |
| 1985 | Chimera                                                             |                                                                                |
| 1985 | The Last V8                                                         |                                                                                |
| 1985 | Action Biker                                                        |                                                                                |
| 1985 | Formula 1 Simulator                                                 |                                                                                |
| 1985 | Hunter Patrol                                                       |                                                                                |
| 1985 | One Man and His Droid                                               |                                                                                |
| 1986 | Deep Strike                                                         |                                                                                |
| 1986 | Gerry the Germ                                                      |                                                                                |
| 1986 | Proteus                                                             |                                                                                |
| 1986 | Thrust                                                              |                                                                                |
| 1986 | Warhawk                                                             |                                                                                |
| 1986 | Lightforce                                                          |                                                                                |
| 1986 | Samantha Fox Strip Poker                                            | В титрах игры значился под псевдонимом Джон Йорк.                              |
| 1986 | W.A.R.                                                              |                                                                                |
| 1986 | Zoids                                                               |                                                                                |
| 1986 | Flash Gordon                                                        |                                                                                |
| 1986 | Spellbound                                                          |                                                                                |
| 1986 | Human Race                                                          |                                                                                |
| 1986 | Kentilla                                                            |                                                                                |
| 1986 | Phantoms of the Asteroid                                            |                                                                                |
| 1986 | Knucklebusters                                                      | Самая длинная композиция Хаббарда, длящаяся 17 минут.                          |
| 1986 | International Karate                                                |                                                                                |
| 1986 | Sanxion                                                             |                                                                                |
| 1987 | Jet Set Willy                                                       | Порт для Atari 800                                                             |
| 1987 | BMX Kids                                                            | Сэмплированный голос, говорящий «Вперед!» — это сам Хаббард                    |
| 1987 | Saboteur II                                                         |                                                                                |
| 1987 | I-Ball                                                              | Музыка была вдохновлена треками Whip Blow и I Want You группы Cabaret Voltaire |
| 1987 | Auf Wiedersehen Monty                                               | Вместе с Беном Даглишем                                                        |
| 1987 | Mega Apocalypse                                                     | Переаранжировка музыки из игры Crazy Comets                                    |
| 1987 | Dragons Lair Part II                                                |                                                                                |
| 1987 | Star Paws                                                           |                                                                                |
| 1987 | Delta                                                               | При работе над музыкой Хаббард вдохновлялся Филипом Глассом и Pink Floyd       |
| 1988 | 19 Part One: Boot Camp                                              |                                                                                |
| 1988 | Skate or Die!                                                       |                                                                                |
| 1989 | 688 Attack Sub                                                      |                                                                                |
| 1989 | Budokan: The Martial Spirit                                         |                                                                                |
| 1989 | Keef the Thief                                                      |                                                                                |
| 1989 | Populous                                                            |                                                                                |
| 1990 | Ski or Die                                                          |                                                                                |
| 1990 | The Immortal                                                        |                                                                                |
| 1990 | John Madden Football                                                |                                                                                |
| 1990 | Skate or Die 2: The Search for Double Trouble                       |                                                                                |
| 1991 | PGA Tour Golf                                                       |                                                                                |
| 1991 | Road Rash                                                           | Вместе с Майклом Бартлоу                                                       |
| 1991 | Desert Strike: Return to the Gulf                                   |                                                                                |
| 1992 | Road Rash 2                                                         |                                                                                |
| 1992 | The Lost Files of Sherlock Holmes: The Case of the Serrated Scalpel |                                                                                |
| 1992 | John Madden Football 93                                             |                                                                                |
| 1993 | NHL 94                                                              |                                                                                |
| 1994 | NHL 95                                                              |                                                                                |
| 1996 | The Lost Files of Sherlock Holmes: The Case of the Rose Tattoo      |                                                                                |
| 2014 | From Bedrooms to Billions                                           |                                                                                |
| 2018 | Go Go Dash                                                          |                                                                                |